# Moederbier

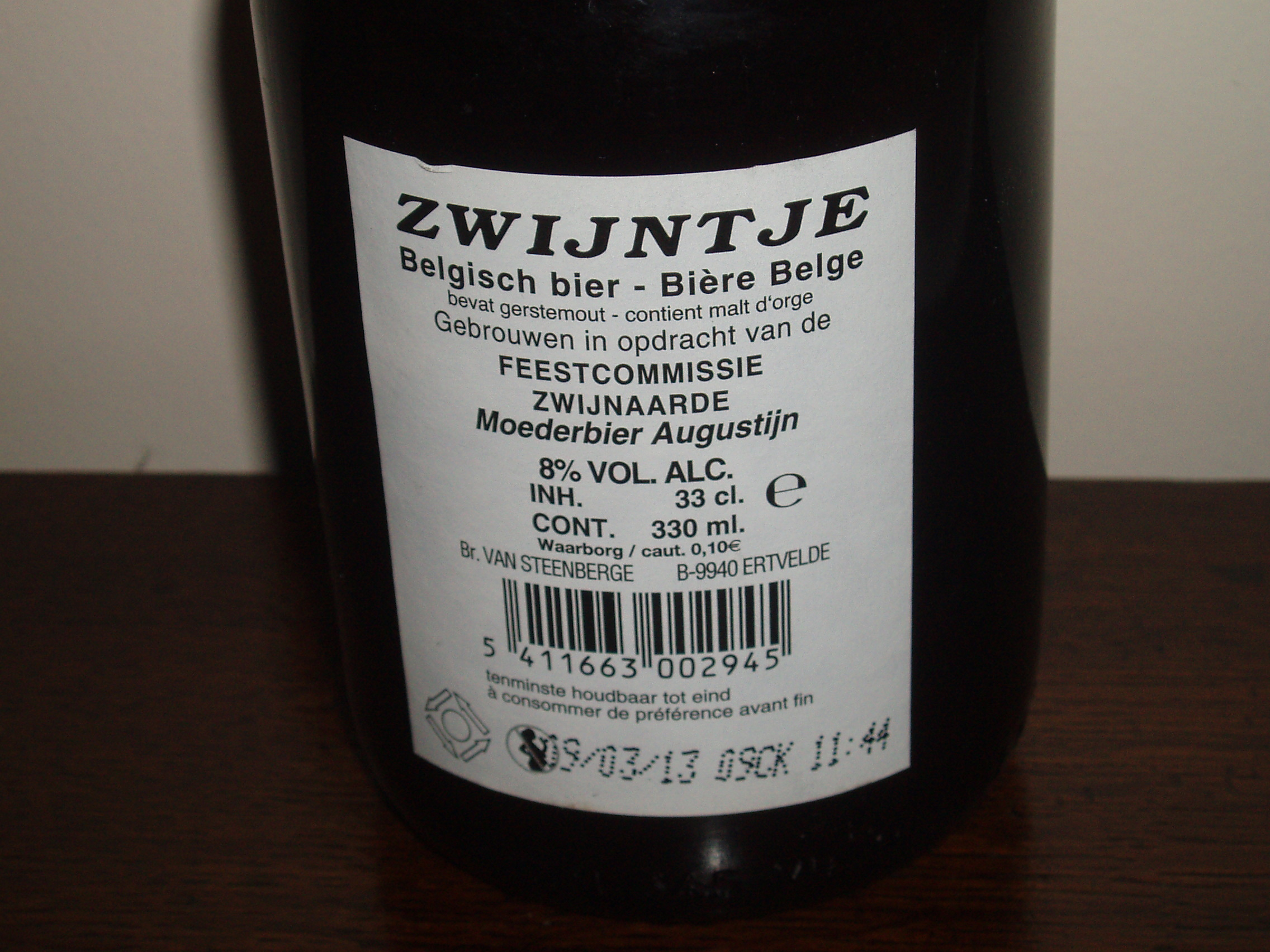
Vermelding van het moederbier Augustijn op het etiket van etiketbier Zwijntje.

Een moederbier is een origineel bier dat gebruikt wordt voor een nieuw etiketbier.
Soms gaat de brouwer het originele bier als basisbier gebruiken voor een nieuw bier door extra kruiden, suikers of andere toevoegingen. Men spreekt pas van een etiketbier als het nieuwe bier dezelfde smaak, geur en kleur heeft als het moederbier. Veelal zijn het brouwers die op bestelling van derden een streekbier brouwen en de eenvoudigste weg kiezen door een van hun bieren gewoon een ander etiket op te kleven.
Een voorbeeld van een brouwerij die met een tiental moederbieren een 120-tal bieretiketten op de markt brengt is Brouwerij Martens uit Bocholt. 50% van hun bieren worden volgens het Reinheitsgebot gemaakt voor de Duitse markt. Bijna alle etiketbieren van de Belgische supermarkten worden door deze brouwerij gebrouwen. Dit betekent zeker niet dat de kwaliteit minder is want een van hun supermarktbieren Schultenbräu werd in 2011 uitgeroepen door Test-Aankoop tot het pilsbier met de beste prijs-kwaliteitsverhouding.